# جائزة ألمانيا الكبرى للدراجات النارية
جائزة ألمانيا الكبرى للدراجات النارية هي حدث سباق للدراجات النارية ضمن سباق الجائزة الكبرى للدراجات النارية. انطلقت الجائزة في سنة 1925 وقتها فاز الألماني بول كوبين بفئة 500 سي سي والإيطالي ميرو مافيس بفئة 350 سي سي والبريطاني سيسيل أشبي بفئة 250 سي سي.

## معرض صور

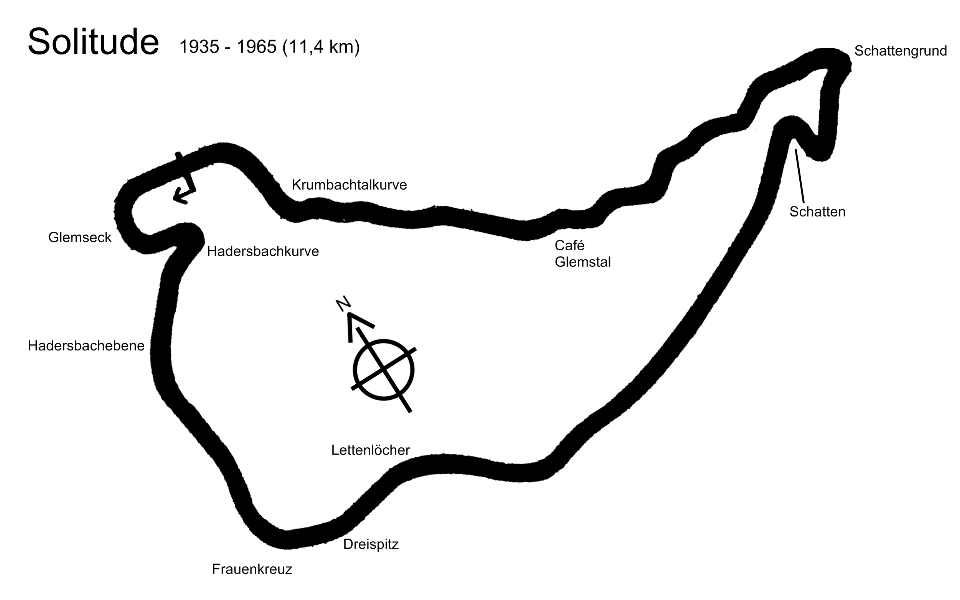
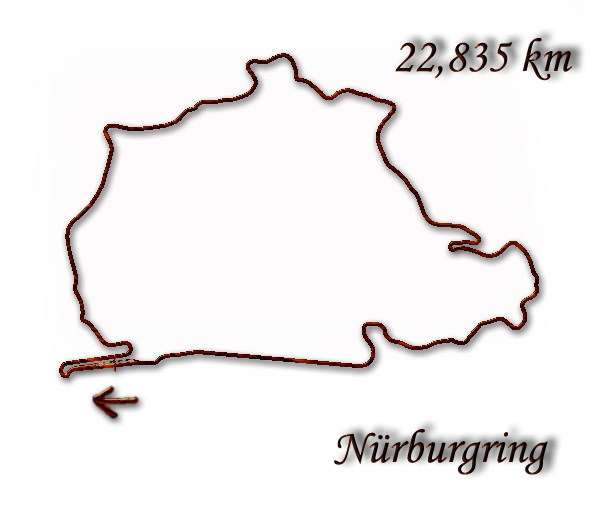